# Adam Gottlob Moltke
Adam Gottlob Moltke (Walkendorf, 10 settembre 1710 – 25 settembre 1792) è stato un diplomatico danese.

## Biografia
Nato in Pomerania da una famiglia tedesca storicamente al servizio della corte del Regno di Danimarca, Moltke diventa presto paggio e amico di Federico V di Danimarca. Suo figlio Joachim Godske Moltke e suo nipote Adam Wilhelm Moltke sono stati primi ministri di Danimarca
Grazie alla sua fraterna amicizia con il re, Moltke godette di privilegi senza pari nella corte di Danimarca. 
Dopo la morte di Federico V Moltke cade in disgrazia: il nuovo re Cristiano VII prova per lui una forte antipatia e sospettava che si fosse arricchito indebitamente con il denaro pubblico. 
Nel luglio 1766, privato di ogni funzione, Moltke, si ritira a Bregentved.